# Tipula quadrisetosa
Tipula quadrisetosa är en tvåvingeart som beskrevs av Alexander 1951. Tipula quadrisetosa ingår i släktet Tipula och familjen storharkrankar.
Artens utbredningsområde är Peru. Inga underarter finns listade i Catalogue of Life.